# 卢卡·迪苏利耶
卢卡·迪苏利耶（法語：Lucas Dussoulier，1996年7月27日—），法国男子篮球运动员，2014年夏季青年奥林匹克运动会男子三人银牌得主、2024年夏季奥林匹克运动会男子三人银牌得主。